# Moïsseï Ouritski
Moïsseï Solomonovitch Ouritski (en russe : Моисей Соломонович Урицкий) est un révolutionnaire actif pendant la Révolution russe, né le 14 janvier 1873 à Tcherkassy (gouvernement de Kiev, Empire russe) et mort le 30 août 1918 à Petrograd.
Il fut l'un des leaders révolutionnaires et politiques de la Russie et il est surtout connu pour ses activités en tant que « tchékiste ».

## Biographie
Il est né à Tcherkassy, en Ukraine, dans une famille de commerçants juifs, que le père abandonne alors que Moïsseï est âgé de trois ans. Il reçoit une éducation religieuse traditionnelle et poursuit ses études au lycée de Bila Tserkva. En 1897, il est diplômé de l'université de Kiev.
Dès les années 1890, Ouritski se détache de la religion et milite au sein du mouvement révolutionnaire russe. En 1898, il est membre du Parti ouvrier social-démocrate de Russie (POSDR). En 1899, il est arrêté et exilé dans la province de Iakoutie. En 1903, après la séparation du POSDR, il rejoint le parti Menchevik aux côtés de Julius Martov. La même année, il prend part à la réunion du 2e congrès du parti Menchevik. Il participe également à la révolution de février 1905. En 1906, il est de nouveau arrêté et exilé à Vologda puis dans la province d'Arkhangelsk. En août 1912, il participe au congrès du Parti social-démocrate à Vienne (Autriche).
En 1914, Ouritski, pacifiste, fuit l'Empire russe. En 1916, il s'établit en Suède et collabore depuis Stockholm au journal Nache Slovo (Notre parole), un quotidien socialiste internationaliste publié à Paris.
Après la Révolution de février 1917 qui inaugure la République russe démocratique, Ouritski revient à Petrograd et rejoint le groupe des inter-districts. En 1917, il se rallie au parti Bolchevik et travaille pour le journal la Pravda. Il est d'autant plus militant, qu'en tant qu'ex-Menchevik il doit gagner la confiance de ses nouveaux camarades. Il y parvient et au VIe congrès du POSDR de juillet-août 1917, il est élu membre du Comité central. Après le coup d'état qui met en place le régime communiste, il signe avec Lénine, le 6 janvier 1918, la dissolution de l'Assemblée constituante : c'est la fin de la brève tentative de démocratie de la Révolution russe. En février 1918, il est nommé membre du Comité révolutionnaire de Petrograd puis, le 10 mars suivant, président de la section de Petrograd de la police politique du nouveau régime, la « Tcheka ». En avril 1918, il occupe également le poste de commissaire aux affaires internes de la région du Nord.
Devenu l'un des chefs de la « Tcheka », il fait preuve d'un zèle qui inspirera le livre panégyrique de Vladimir Zazoubrine, Chtchepka (« Le galon »), paru en 1923, adapté en 1992 par Alexandre Rogojkine en un film titré Le Tchékiste. Le nombre de victimes exécutées sur les ordres d'Ouritski pendant la période du 10 mars 1918 au 30 août 1918 s'élèverait à 5 000.
« Pour moi — disait Ouritski — il n'y a plus aucun plaisir à voir comment les monarchistes meurent. Je n'ai pas vu un seul cas où ils auraient pu manifester une certaine peur animale de la mort ».
La Tchéka était loin de tuer (la plupart du temps sans jugement) seulement les tsaristes : elle s'en prenait aussi aux mencheviks, aux socialistes révolutionnaires, aux commerçants ou artisans refusant les réquisitions, aux fidèles et aux clergés des religions, aux intellectuels critiquant les bolchéviks ou risquant de les critiquer, aux soviets et aux syndicats refusant de se soumettre au PCR(b) et plus largement à leurs familles et amis, en une « terreur préventive ». Le secrétaire de l'ambassade du Danemark à Petrograd raconta comment Ouritski s'était vanté d'avoir signé en un seul jour 23 condamnations à mort, mais Ouritski ne faisait qu'appliquer les consignes du PCR(b) pour sa police politique, publiées quelques mois plus tard par Martyn Latsis :
« La Commission extraordinaire n'est ni une commission d'enquête, ni un tribunal. C'est un organe de combat dont l'action se situe sur le front intérieur de la guerre civile. Il ne juge pas l’ennemi : il le frappe. Nous ne faisons pas la guerre contre des personnes en particulier. Nous exterminons la bourgeoisie comme classe. Ne cherchez pas, dans l'enquête, des documents et des preuves sur ce que l'accusé a fait, en acte et en paroles, contre le pouvoir soviétique. La première question que vous devez lui poser, c'est à quelle classe il appartient, quelle est son origine, son éducation, son instruction et sa profession. Ce sont ces questions qui doivent décider de son sort ».
Le 30 août 1918, Ouritski est assassiné par un étudiant socialiste-révolutionnaire, le poète Leonid Kannegisser, dans le hall du Commissariat du Peuple à l'Intérieur. Ouritski devint aussitôt un héros de la Révolution et est inhumé au Champ de Mars à Saint-Pétersbourg ; Kannegisser est arrêté et exécuté,.
En 2018, une plaque commémorative a été inaugurée à St-Pétersbourg en mémoire de Moïsseï Ouritski par le directeur du musée de l'Ermitage, avec un commentaire flatteur qui n'a pas manqué de susciter des débats en Russie et de la perplexité, voire de l'indignation à l'étranger.

## Sources
- (ru) Cet article est partiellement ou en totalité issu de l’article de Wikipédia en russe intitulé « Урицкий, Моисей Соломонович » (voir la liste des auteurs).
- www.hrono.ru